# Artaserse II di Persia
Artaserse II Mnemone (in greco antico: Ἀρταξέρξης?, Artaxérxēs, in persiano antico Artaxšaçrā "dal regno veritiero"; 452 a.C. – 358 a.C.) fu gran re dell'Impero achemenide dal 404 a.C. alla sua morte.

## Biografia
Arsace, divenuto poi Artaserse II, succedette al padre Dario II sul trono di Persia.
Suo fratello minore Ciro, però, era il favorito di sua madre Parisatide, che cercò di far ottenere il trono al figlio prediletto; Dario aveva assegnato a Ciro solo la satrapia dell'Asia occidentale, incarico confermato da Artaserse su richiesta di Parisatide.

### Guerre esterne ed interne

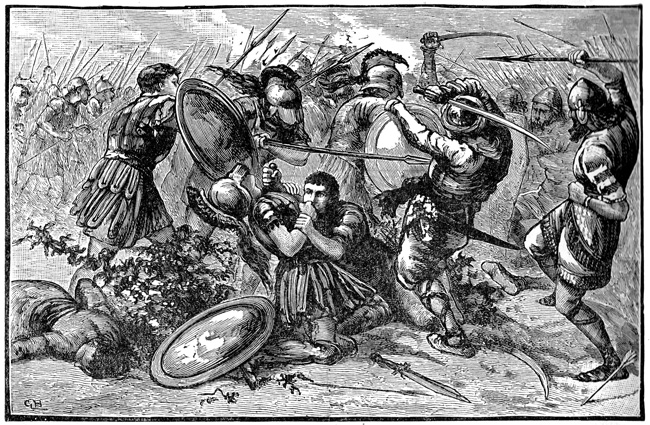
La battaglia di Cunassa, in cui Artaserse riuscì ad uccidere il fratello Ciro il Giovane.

Ciro, tuttavia, si ribellò contro il fratello e organizzò una spedizione composta da circa diecimila mercenari greci per spodestarlo dal trono. Nella battaglia di Cunassa (401 a.C.) l'esercito di Ciro ottenne una grande vittoria sul molto più numeroso esercito del fratello, ma Ciro fu ucciso nello scontro.
Tissaferne fu nominato satrapo dell'Asia occidentale al posto di Ciro e si impegnò attivamente in guerre contro i Greci.
Nonostante questi continui conflitti con i Greci, l'Impero persiano si mantenne forte grazie alla discordia tra i Greci stessi, fomentata e mantenuta con il denaro dei Persiani. La pace di Antalcida, nel 388 a.C., alla fine della guerra di Corinto, conferì ai Persiani un potere e un'influenza ancora più grandi rispetto a prima.
Ma l'Impero era turbato da disordini interni e in stato di confusione: Artaserse stesso era un uomo debole, e sua madre Parisatide continuò nella corte persiana a compiere atti esecrandi contro i suoi nemici personali, i servi e gli eunuchi, esercitando di fatto il potere. I Paesi tributari e i satrapi cercarono, in tali circostanze, di rendersi indipendenti, e la soppressione dei ribelli consumò tutta la rimanente forza dell'Impero.
Artaserse quindi portò avanti una lunga lotta contro Evagora I di Cipro, dal 385 al 376 a.C., ma riuscì solamente a far tornare il re entro i suoi possedimenti originari, la città di Salamina e le sue vicinanze, costringendolo a pagare un piccolo tributo.
Nel frattempo dovette condurre la guerra contro i Carduchi, sulle rive del Mar Caspio, e dopo che il suo grande esercito fu con grande difficoltà salvato dalla disfatta totale, concluse una pace senza ottenere alcun vantaggio.
I suoi tentativi di riconquista dell'Egitto del 373 a.C. non ebbero successo e l'insurrezione generale dei suoi sudditi in Asia Minore fallì solo grazie alle discordie tra gli insorti stessi.

### Lotte per la successione
Quando Artaserse sentì che la morte si stava avvicinando, cercò di impedire le lotte sulla successione rispettando le antiche regole e ponendo sul trono Dario, il maggiore dei suoi tre figli legittimi – con le sue concubine, infatti, ebbe circa 115 figli – e gli conferì tutti i suoi titoli. Ma Dario poco dopo si scontrò con il padre riguardo Aspasia e ordì un complotto per assassinarlo. I congiurati, però, furono traditi, e Dario venne condannato a morte con molti dei suoi complici.
Dei due figli legittimi rimanenti, Oco e Ariaspe, il primo pensava di succedere al padre, ma, siccome Ariaspe era più amato dai Persiani a causa del suo carattere docile e amabile, e Arsame, il figlio di una delle concubine, era preferito dall'anziano Artaserse, Oco ideò una congiura per portare Ariaspe alla disperazione e al suicidio e per assassinare Arsame.
Artaserse morì di dolore per questi orrori nel 358 a.C. e gli succedette Oco, che salì al trono con il nome di Artaserse III.

## Re d'Egitto
| G1 | E23 · V13 | M12 | N37 · O34 | M8 |

| G1 | E23 · V13 | M12 | N37 · O34 | M8 |

| G1 | E23 · V13 | M12 | N37 · O34 | M8 |

| G1 | E23 · V13 | M12 | N37 · O34 | M8 |

3rtḫšsš -Artekheshsesh
Pur non visitando mai l'Egitto Artaserse II assunse la completa titolatura reale dei sovrani egizi anche se il suo effettivo potere fu limitato al solo Alto Egitto e solo fino al 402 a.C., quando Amirteo di Sais estese il suo potere su tutto l'Egitto, dopo che nel 404 a.C. aveva scacciato le guarnigioni persiane dal Basso Egitto e aveva assunto la titolatura reale.

## Edilizia monumentale
Gran parte della ricchezza di Artaserse fu spesa per progetti di costruzione. Egli restaurò il palazzo di Dario I a Susa e le fortificazioni, tra cui una fortezza a sud-est della cinta muraria, e fece costruire ad Ecbatana una nuova Apadana e dotò la città di molte sculture. Non fece costruire, però, molti edifici a Persepoli.